# 爱德华·麦克道威尔

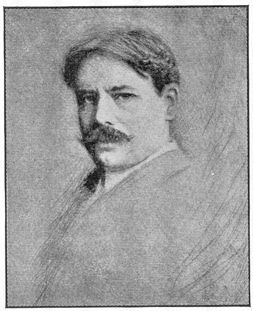
爱德华·麦克道威尔

爱德华·亚历山大·麦克道威尔（英語：Edward Alexander MacDowell；1860年12月18日—1908年1月23日），美国作曲家。
麦克道威尔的早期作品受到李斯特的影响显著，主要体现在其炫技性钢琴曲和交响诗的创作上。回国后，他开始在音乐中采用印第安音乐元素，以突出民族风格。麦克道威尔的作品旋律优美，富于描绘性，其钢琴小品尤其受人喜爱，被誉为19世纪最重要的美国作曲家。

## 生平
麦克道威尔和同时期的大部分美国作曲家一样，都有到欧洲求学的经历。1877年他进入巴黎音乐学院，后又到法兰克福霍赫音乐学院师从拉夫。1879年他结识了李斯特，从其短暂学习。1885年移居威斯巴登，1888年返国，定居波士顿。1889年发表第二钢琴协奏曲，大获好评。1896年到哥伦比亚大学任教，期间还曾被选为美国音乐家和作曲家协会主席。1904年因与校方意见不合辞职。1906年出车祸，致其脑部受损，1908年逝世于纽约。

## 其他
1907年，麦克道威尔夫人在新罕布什尔州彼得伯勒创建了麦克道威尔文艺营，现已成为美国的重要艺术胜地，每年吸引大量艺术家到此进修创作。中国作家张爱玲也曾在这里创作过。

## 外部連結
- 爱德华·麦克道威尔的作品  - 古騰堡計劃
- 互联网档案馆中爱德华·麦克道威尔的作品或与之相关的作品
- 爱德华·麦克道威尔的免费乐谱，由国际乐谱典藏计划提供
- 麥克道威爾曲目列表 （页面存档备份，存于）